# 두키지카시아스
두키지카시아스(포르투갈어: Duque de Caxias)는 브라질 남부 리우데자네이루주(히우지자네이루 주)에 있는 도시이다. 인구 842,890 (2005).
리우데자네이루 북쪽에 접하는 위성도시이다. 대규모 공장이 들어서면서 최근 인구가 급증하였다.